# ディアーヌ・ド・ポリニャック

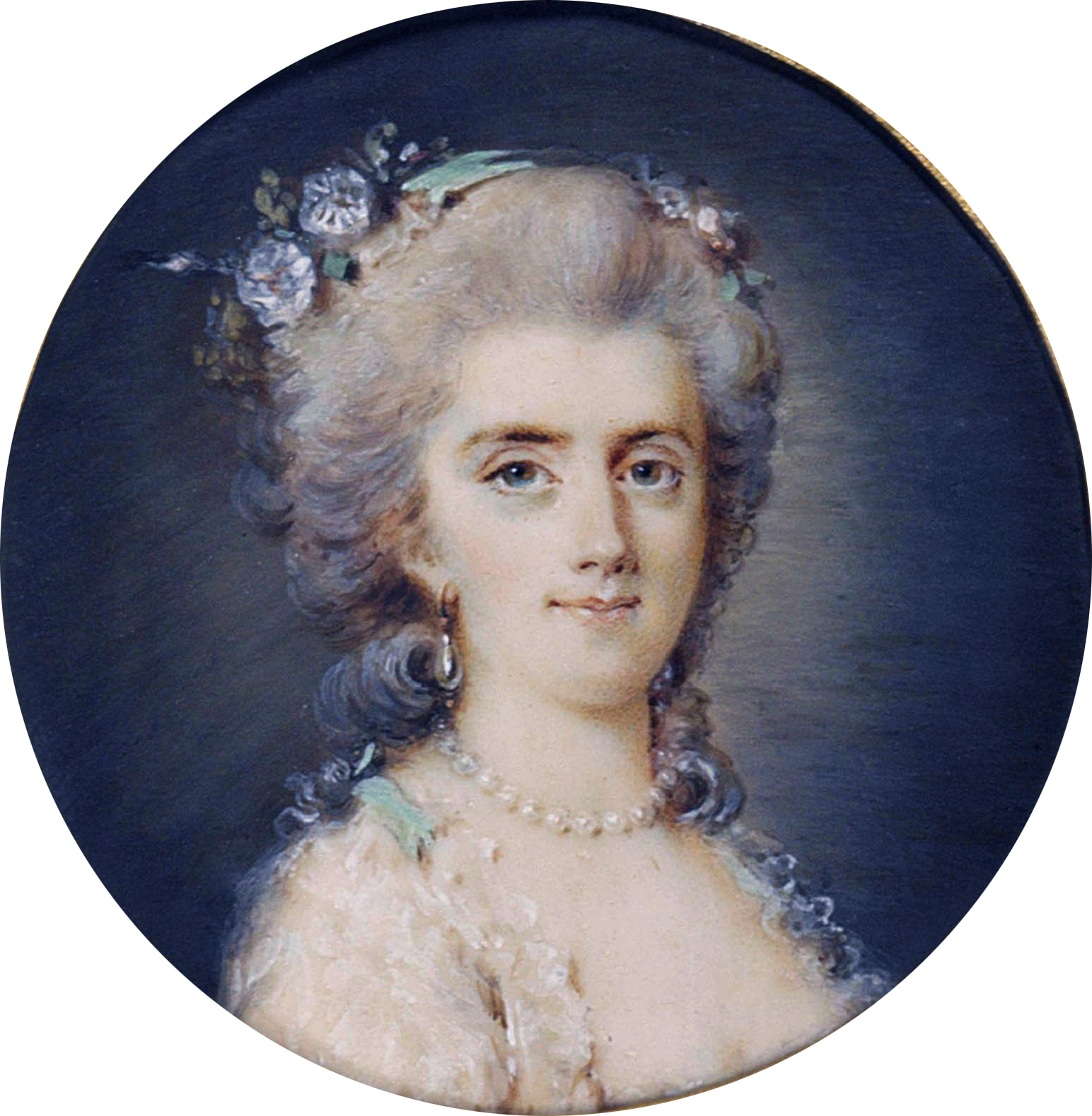
ディアーヌ伯爵夫人、伝クロード・オワン画

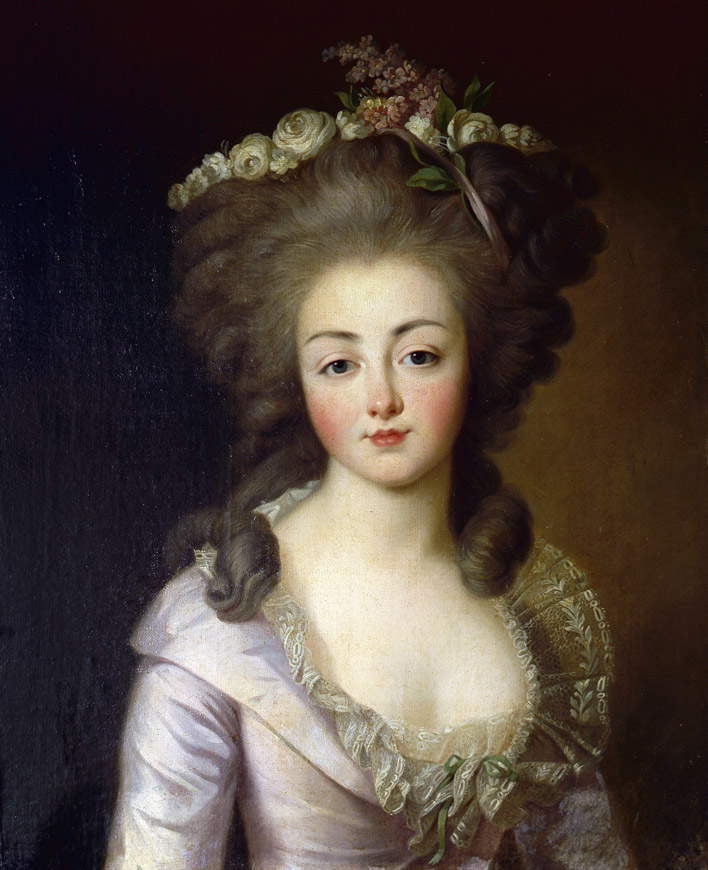
ディアーヌ伯爵夫人、フランソワ＝ユベール・ドルーエ画

ディアーヌ・ルイーズ・オーギュスティーヌ・ド・ポリニャック（Diane Louise Augustine, comtesse de Polignac, 1748年8月18日 - 1818年）は、ブルボン朝末期フランスの貴族女性、宮廷女官。ポリニャック伯爵夫人。王妃マリー・アントワネットの寵臣ポリニャック公爵夫人ガブリエルの義妹。

## 生涯
エルキュール＝ルイ・ド・ポリニャック子爵（1717年 - 1792年）と妻のディアーヌ・ゼフィリーヌ・マンシーニ（1726年 - 1755年）の間の娘。母方の曾祖父はニヴェルネ公爵とノアイユ公爵で、フランス屈指の名門と縁続きだったが、貧窮していた。
1774年、国王ルイ16世の義妹アルトワ伯爵夫人付き女官となり、これが機縁となって兄ポリニャック伯爵（公爵）の妻ガブリエルが王妃と知り合い、その寵愛を受けることになった。ディアーヌもガブリエルも「ポリニャック伯爵夫人（comtesse de Polignac）」だったため、ガブリエルが公爵夫人となる1780年まで、人々は前者を「ディアーヌ伯爵夫人（comtesse Diane）」、後者を「ジュール伯爵夫人（comtesse Jules）」と呼んで区別した。
先天性脊椎後弯症のため容姿に恵まれず、内気な性格だった一方、才気煥発で知性に富んだ皮肉屋でもあった。1778年からは王妹マダム・エリザベート付きの女官に転じた。王妃からは嫌われていたが、義姉ガブリエルや姪ギシェットと共に、王妃の私的な住居小トリアノン宮殿のアマチュア劇団のメンバーにも名を連ねた。ガブリエルと王妃の友情を利用して、ポリニャック家の一族郎党が王室からの莫大な恩恵を引き出すうえで、中心的な役割を果たしていたと見なされている。
フランス革命後は家族と共に国外に脱出、兄ポリニャック公爵と共にウクライナで余生を送り、サンクトペテルブルクで死去した。生涯独身を通した。

## フィクション
- シャンタル・トマ（フランス語版）の小説『王妃に別れをつげて（フランス語版）』（2002年）では、主要な登場人物の一人であり、ポリニャック公爵夫妻を精神的に支配する人物のように描かれる。

## 著作
- Diane de Polignac, Journal d'Italie et de Suisse, Paris, 1789
- Diane de Polignac, Mémoires sur la vie de la duchesse de Polignac, Piccadilly, 1796